# 96
Năm 96 là một năm trong lịch Julius. 